# イグミシュ
イグミシュ（モンゴル語: Yïγmïš、? - 1311年）は、大元ウルスに仕えたウイグル人。ユグムッシュとも。インド洋交易の進展に寄与してクビライから重用されていたが、失敗に終わった至元30年（1293年）のジャワ遠征に参加し失脚してしまったことで知られる。
『元史』などの漢文史料では亦黒迷失（jyìhēimíshī）、『集史』などのペルシア語史料ではیغمش（īghmish）と記される。

## 概要

### 生い立ち
イグミシュの出自については不明な点が多いが、ウイグル人の出で、幼い頃からクビライのケシク（宿衛）に仕えていたという。至元9年（1272年）、恐らくこの頃成人したイグミシュは初めて八羅孛（現ポーク海峡沿岸部）国への使者に抜擢され、以後イグミシュは主に海外諸国との折衝に重用されるようになる。派遣から3年後、八羅孛国から帰還したイグミシュは現地の宝物を携えてクビライに謁見し、大いに喜んだクビライはイグミシュに金虎符を与えた。至元12年（1275年）、再び八羅孛国を訪れたイグミシュは今度は現地の名僧・名薬を携えて戻り、再びクビライより多大な下賜を受けた。至元13年（1276年）、平定されたばかりの旧南宋領金壇県のダルガチに任じられた。しかし、更に至元14年（1277年）には兵部侍郎となって中央に帰還し、この職を4年に渡って勤め上げた。

### 東南アジア経略
至元18年（1281年）、イグミシュは東南アジア方面経略のため新設された荊湖・占城等処行中書省の参知政事(参政)に任じられ、チャンパ王国（占城）に招諭のための使者として派遣された。至元21年（1284年）、チャンパから帰還したイグミシュは今度はシンハラ（僧迦剌、現スリランカ）国に派遣され、そこで仏鉢・仏舎利を観覧した。同年にクビライによって派遣された船団がシンハラ国を訪れたことはマルコ・ポーロの『東方見聞録』にも記載されており、マルコ・ポーロは「シャキャムニ・ブルガンのため」ことを記録している。ただし、至元21年のシンハラ行ではあくまで仏舎利を観覧したのみで、後述するように実際にイグミシュが仏舎利をクビライの下に献上したのはその3年後のことであった。
シンハラ国から帰還した同年、イグミシュは今度は鎮南王トガンの下に仕え、チャンパ王国及びチャンパへの出兵協力を拒否した大越国陳朝（安南）への進出に従事することになった。トガン率いるモンゴル軍は一時は陳朝の首都（ハノイ）を陥落させたものの、やがて劣勢となり主将のソゲドゥが戦死するに至った。イグミシュは軍を大浪湖に駐屯させることを進言し、トガンらが本国に帰還した後も殿軍として残ったが、至元22年（1285年）にイグミシュ本人も帰還している。ただし安南出兵の計画は中止されたわけではなく、至元23年（1286年）には安南進出を担当する安南行中書省の参知政事に任じられている。
至元24年（1287年）、イグミシュは4度目の海外遣使としてマラバール（馬八児）国に赴いたが、逆風のために往路だけで1年ほどを費やしている。マラバールでイグミシュはかつて観覧した仏舎利を手に入れ、悪天候に苦戦しながらも一年後に帰還した。クビライの下に到着したイグミシュはマラバールの名医と名薬・仏舎利などを披露し、また自らの私財で購入した紫檀材も献上した。その後、クビライより「汝が海を渡ったのはこれで何回目となる？」と尋ねられたイグミシュは既に4度海を渡りましたと答え、その活動を評価したクビライによって資徳大夫・江淮行尚書省左丞・行泉府太卿に任じられた。行泉府太卿とは海洋進出するオルトク商人を管轄する行泉府司の長官であり、この頃泉府司に影響力を有していたサンガとも関係を有していたのではないかとみられる。

### ジャワ遠征
至元29年（1292年）、ジャワ島のシンガサリ朝への侵攻が計画されると、イグミシュはそれまでの豊富な渡海歴を買われて遠征軍の司令官に抜擢された（モンゴルのジャワ侵攻）。イグミシュと実戦指揮官の史弼・高興は新設の福建行省平章政事に任じられ、同年末に泉州港からジャワ島に向けて出港した。その途中、インドシナ半島のチャンパー国逗留した時には郝成・劉淵らを南巫里（Lamuri/現アチン）国、速木都剌（Sumudra/スマトラ）国、不魯不都（Borobudur?）国、八剌剌（Perlak/現スマトラ島西部Perak）、諸国に派遣し、これらの諸国は子弟を遣わして来降の意を示したという。
至元30年（1293年）、モンゴル軍は無事ジャワ島に到着したものの、当時ジャワ島では最後のシンガサリ王クルタナガラを弑逆したジャヤカトワンと、クルタナガラの娘婿であったウィジャヤが対立する状勢にあった。モンゴル軍はウィジャヤに上手く利用されてジャヤカトワンを討ったものの、ウィジャヤの裏切りによって大敗を喫しジャワ島からの撤退を余儀なくされた。ジャワ島からの撤退時には、イグミシュのみがクビライの判断を仰いでから撤退すべしと主張したのに対し、実戦経験豊富な史弼・高興は即時撤退を主張して結局は後者の意見が採用されたとの逸話が記録されている。帰還したイグミシュ等は同年末に官位剥奪の上家産の3分の1を没収されるという罰を受け、大元ウルス内で全く失脚してしまった。

### 晩年
『元史』のイグミシュ列伝はジャワ遠征失敗で以て記述をほぼ終えているが、その他の諸史料にはクビライの死後にいくらか地位を回復させたイグミシュに関する記述が残されている。元貞元年（1295年）、ジャワからの使者が訪れ友好関係が結ばれたことでジャワ遠征軍の諸将の名誉も一部回復されたようで、イグミシュらも家産を返還されたが、官位はそのままであった。元貞2年（1296年）5月、成宗に紫檀を献上しているが、官位が記されておらず、未だ官界への復帰はできていなかったようである。至大元年（1308年）に白蓮教の弾圧が行われた際には、白蓮教寺院破壊に反対している。至大3年（1310年）、史弼とともに復職したとみられるが、武宗は「バラマキ」政策を取ったことで有名であり、実態を伴った官職に復帰できたかどうかは疑問視されている。
更に、延祐元年（1314年）には福建行省平章の地位を授けられおり、これによりイグミシュは実質的にジャワ遠征失敗以前の地位を取り戻すこととなった。なお、イグミシュの復職を記した「亦黒迷失雪峰題名」は雪峰寺の境内に立碑されており、晩年のイグミシュが仏教と深いかかわりを有していたことを示唆する。イグミシュは河南・江北・江浙・福建・甘粛の幅広い地域に同時に寄進しており、代理人を派遣して寄進を行っていたようである。イグミシュが寄進した金額は記録が残っているものだけでも中統鈔10,100・鈔400錠あり、更にこれとは別に田地や仏典の寄進もしており、莫大な額を寄進していたようである。イグミシュがかつて務めていた泉府司は至元21年に私貿易禁止令が出るほど官員の私貿易が盛んだったようであり、イグミシュも私貿易によって財を築いていたとかんがえられる。
延祐3年（1316年）10月、前年に仏寺に寄進したことをブヤント・カアン（仁宗アユルバルワダ）に報告しているが、これがイグミシュの生前の最後の記録であり、正確な没年は伝わっていない。晩年にはブヤント・カアンによって呉国公に封ぜられている。